# Inscripció Bilingüe de Karatepe

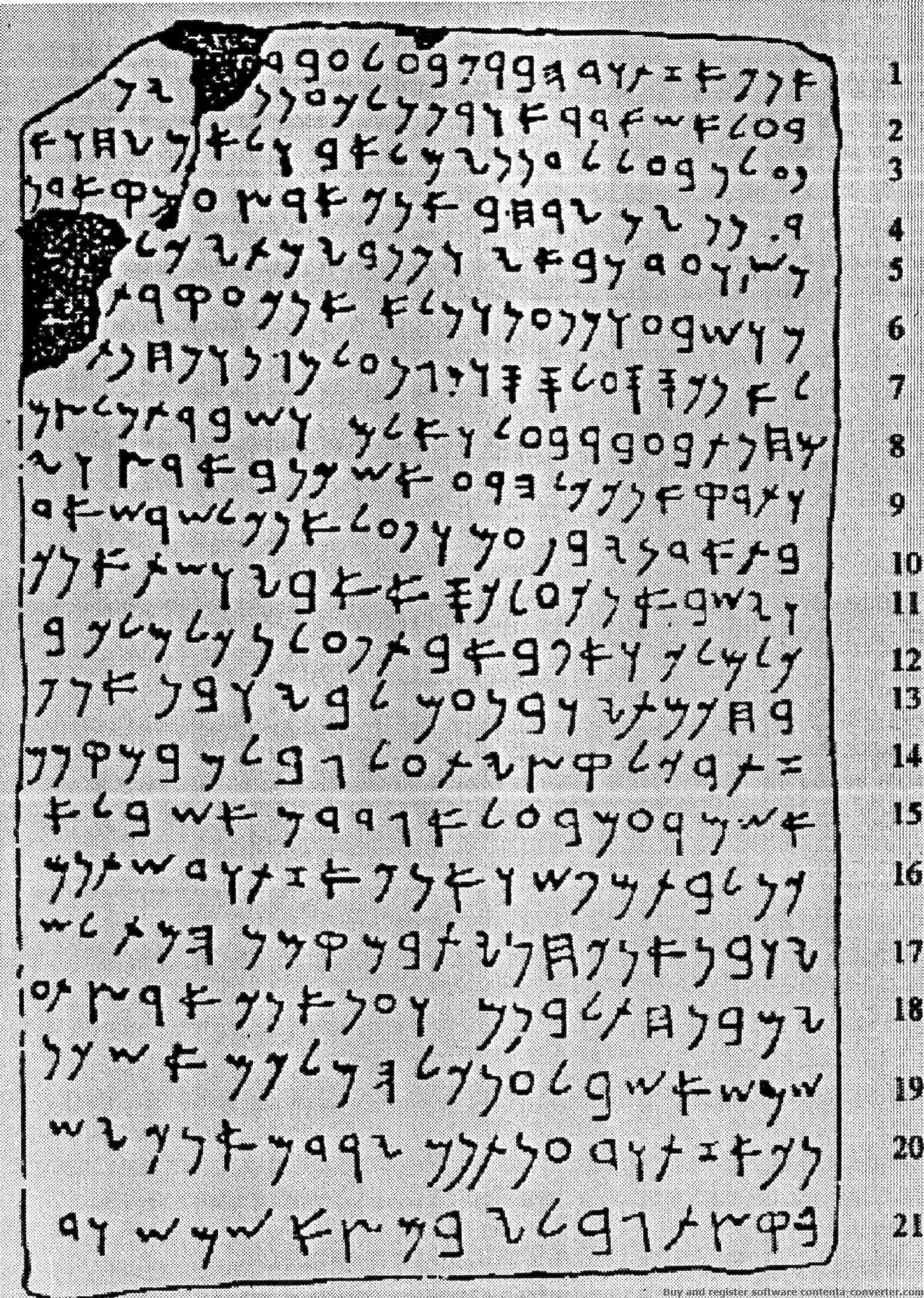
Text d'exemple de l'alfabet fenici al Museu a l'aire lliure de Karatepe-Aslantaş

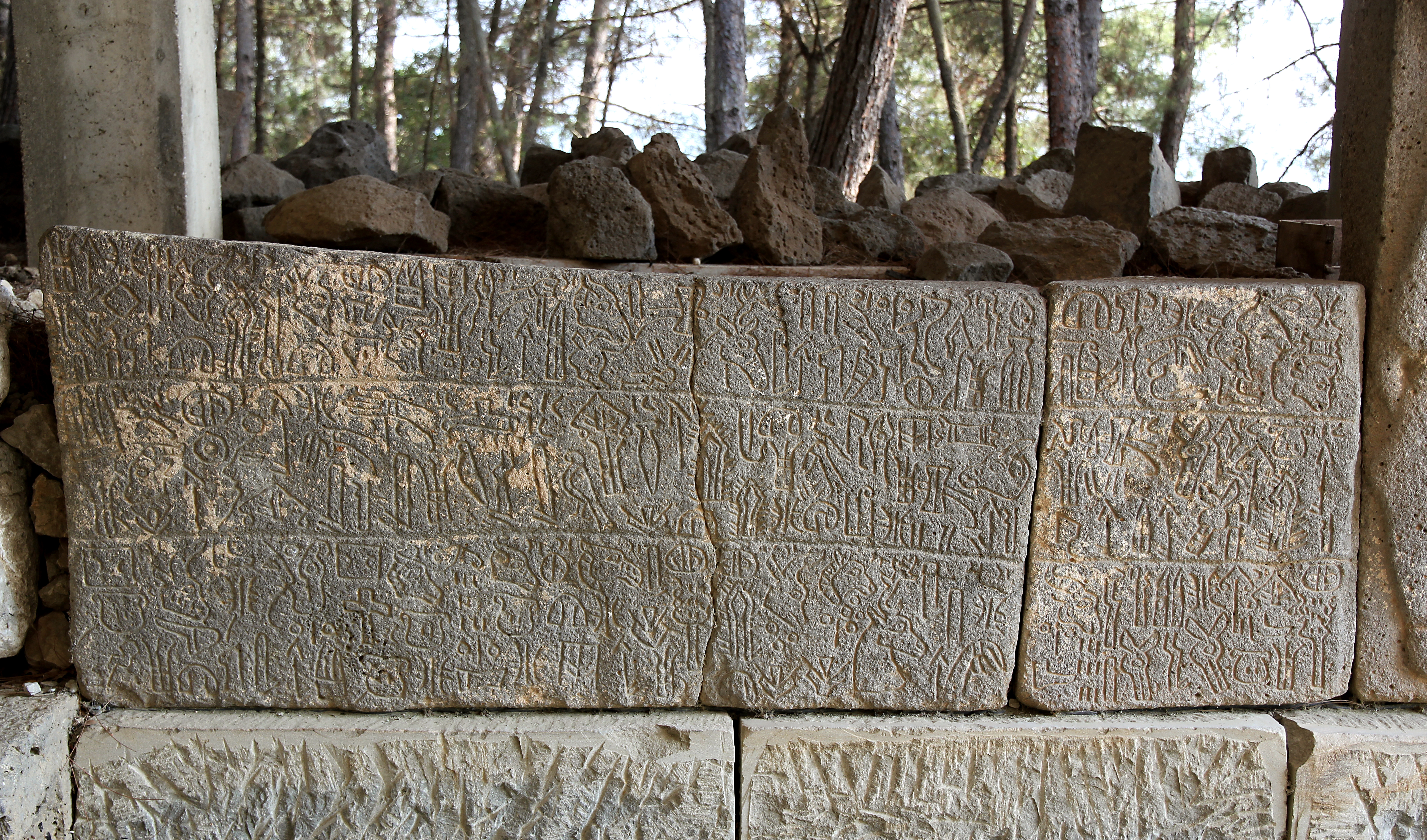
Jeroglífics luvis a la Porta Sud

Text d'exemple en jeroglífic luvi al Museu a l'aire lliure de Karatepe-Aslantaş

La Inscripció Bilingüe de Karatepe, o d'Azatiwada, és una inscripció bilingüe del segle viii aC sobre lloses de pedra que, gràcies al seu doble contingut en fenici i luvi, va permetre desxifrar els jeroglífics d'Anatòlia. Les lloses les van descobrir a Karatepe, al sud de Turquia, els arqueòlegs Helmuth Theodor Bossert (1889-1961) i Halet Çambel (1916-2014) el 1946.
Les lloses de Karatepe es troben ara, juntament amb moltes altres estàtues i relleus de pedra, al Museu a l'aire lliure Karatepe-Aslantaş, que forma part del Parc Nacional Karatepe-Aslantaş.
La inscripció es coneix com a KAI 26.

## Crida d'Azatiwada
Col·locades a les portes de la fortalesa, les pedres de la Inscripció Bilingüe de Karatepe contenen la «Crida d'Azatiwada» que diu:
Realment soc Azatiwada,
Home del meu Sol, serf del Déu Tro,
Creat superior per Awariku i governant d'Adanawa,
El Déu Tro em feu Mare i Pare de la ciutat d'Adanawa, i
Jo soc qui feu créixer la ciutat d'Adanawa,
I expandí el país d'Adanawa, tant a l'oest com a l'est,
I durant el meu regnat, vaig fer que la ciutat d'Adanawa provàs la prosperitat, sacietat i comoditat, i vaig omplir els magatzems de gra,
Vaig aplegar cavall amb cavall, escut amb escut, exèrcit amb exèrcit, tot per al Déu Tro i les deïtats,
Vaig vèncer la finta de fingidors,
Vaig expulsar els malvats del país,
Vaig construir palaus per a mi, vaig conhortar la meua família i vaig ascendir al tron de mon pare, vaig fer les paus amb tots els reis,
També els reis em respectaren com a avantpassat per la meua justícia, saviesa i bon cor,
Construí robustes fortificacions en totes les meues fronteres, on hi ha gent malvada i dirigents de bàndols,
Jo, Azatiwada, vaig esclafar tots els que no obeïren la Casa de Mopsos,
Vaig destruir-hi les fortificacions, vaig construir fortificacions perquè la gent d'Adanawa pogués viure en pau i comoditat,
Vaig reptar regnes forts a l'oest que els meus predecessors no pogueren vèncer,
Jo, Azatiwada, els vaig reptar, els vaig fer vassalls meus i els vaig ressituar dins de les meues fronteres a l'est,
I durant el meu regnat, vaig expandir les fronteres d'Adanawa tant a l'oest com a l'est,
Perquè les dones de hui passegen per les mateixes sendes aïllades que les persones del passat temien,
I durant el meu regnat hi hagué prosperitat, sacietat, pau i comoditat,
I Adanawa i el país d'Adanawa vivien en pau,
I construí aquesta fortalesa, i la vaig anomenar Azatiwadaya,
El Déu Tro i les deïtats m'ho manaren perquè protegís les Planes d'Adana i la Casa de Mopsos,
Durant el meu regnat, hi hagué prosperitat i pau al territori de les Planes d'Adana, cap persona d'Adanawa fou acoltellada en el meu regnat,
I construí aquesta fortalesa, i la vaig anomenar Azatiwadaya,
Hi vaig col·locar el Déu Tro i li vaig oferir sacrificis,
Vaig sacrificar un bou cada any, una ovella en temps d'arada i una ovella en la tardor,
Vaig beneir el Déu Tro, em va dotar amb llargs dies, incomptables anys i gran poder sobre tots els reis,
I el poble, que s'establí en aquest país, tenia bous, ramats, menjar i beure, tingué molts infants i esdevingué serf d'Azatiwada i la Casa de Mopsos gràcies al Déu Tro i les deïtats.
Quan un rei entre els reis, un príncep entre els prínceps o un noble entre els nobles esborre el nom d'Azatiwada d'aquesta porta, hi talle qualsevol altre nom; a més, ordene aquesta ciutat, destruïsca aquesta porta construïda per Azatiwada, construïsca una altra porta en lloc d'aquesta i hi grave el seu nom, destruïsca aquesta porta impulsat per la cobdícia, odi o insult, llavors, que la deïtat del cel, la deïtat de la natura i el sol de l'univers i generacions de totes les deïtats esborren de la terra aquest rei, príncep o noble,
Sols el nom d'Azatiwada és etern, per sempre, com el nom del Sol i la Lluna.